# Počekovići
Počekovići este un sat din comuna Nikšić, Muntenegru. Conform datelor de la recensământul din 2003, localitatea are 45 de locuitori (la recensământul din 1991 erau 57 de locuitori).

## Demografie
În satul Počekovići locuiesc 41 de persoane adulte, iar vârsta medie a populației este de 49,5 de ani (49,8 la bărbați și 49,1 la femei). În localitate sunt 15 gospodării, iar numărul mediu de membri în gospodărie este de 3,00.
|  |

| Demografie | Demografie | Demografie |
| An         | Locuitori  | Locuitori  |
| ---------- | ---------- | ---------- |
|            |            |            |
|            |            |            |
|            |            |            |
|            |            |            |
| 1948       | 87         |            |
| 1953       | 112        |            |
| 1961       | 99         |            |
| 1971       | 83         |            |
| 1981       | 65         |            |
| 1991       | 57         | 57         |
| 2003       | 45         | 45         |

| \| Componența etnică conform recensământului din 2003[2] \| Componența etnică conform recensământului din 2003[2] \| Componența etnică conform recensământului din 2003[2] \| Componența etnică conform recensământului din 2003[2] \| Componența etnică conform recensământului din 2003[2] \| \| ----------------------------------------------------- \| ----------------------------------------------------- \| ----------------------------------------------------- \| ----------------------------------------------------- \| ----------------------------------------------------- \| \| \| \| \| \| \| \| Muntenegreni \| Muntenegreni \| \| 32 \| 71,11% \| \| Sârbi \| Sârbi \| \| 6 \| 13,33% \| \| necunoscută \| necunoscută \| \| 7 \| 15,55% \| |              |  |    |        |
| Componența etnică conform recensământului din 2003 |              |  |    |        |
| |              |  |    |        |
| Muntenegreni | Muntenegreni |  | 32 | 71,11% |
| Sârbi | Sârbi        |  | 6  | 13,33% |
| necunoscută | necunoscută  |  | 7  | 15,55% |